# Cailletets pump

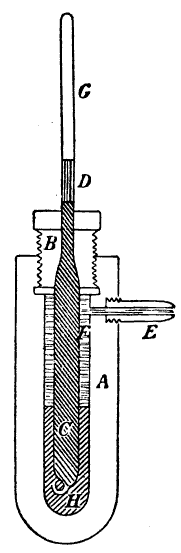
Cailletets pump

Cailletets pump är en av den franske fysikern Louis Paul Cailletet konstruerad apparat, med vars hjälp man kan studera kroppars tillstånd vid höga tryck.
Apparaten består dels av en för höga tryck avsedd kompressionspump, dels av en med denna vid E förbunden recipient. Denna består av en kraftig behållare, A, av smidesjärn, med en däri passande solid skruv, B, och en öppning, E, varigenom behållaren förbinds med kompressionspumpen.
Då Cailletet ville studera gasernas komprimerbarhet, fyllde han röret CDG (av glas) med gasen i fråga, ihällde i A kvicksilver (H) och ovanför detta vatten (F). Röret CDG, väl inkittat i skruvbulten B, fördes därpå ned i A, och B skruvades åt. Kompressionspumpen fick därefter pressa in vatten genom E. Vattnet driver in kvicksilvret i röret CDG, kvicksilvret pressar ihop den i röret befintliga gasen, som kondenseras till vätska vid D, medan en del ännu är i gasform vid G. Skruvbultarna vid B och E är noggrant packade för att vattnet ej skall sippra ut. 
Apparaten användes, förutom av Cailletet för studiet av gasers kondensation, av en mängd andra forskare för utrönande av tryckets inverkan på olika ämnen.